# Galerella ochracea
La mangosta esbelta de Somalia (Galerella ochracea) es una especie de mamífero carnívoro de la familia Herpestidae endémico de la zona de Somalia. La UICN considera que pertenece al género Herpestes, como Herpestes ochracea. La especie ha sido muy poco estudiada, solamente se conocen ejemplares conservados en museos, habita en el noreste de África, en Somalia, áreas adyacentes de Etiopía y del noreste de Kenia. Habita a una altura aproximada de 600 m s. n. m.